# Loma del Royo
La Loma del Royo es un barrio residencial situado al este de la ciudad de Jaén, España. Desde dicho barrio se puede contemplar una vista general de la ciudad, y está ubicado en un cruce de caminos entre los barrios de Puente Tablas y Polígono de El Valle.

## Historia
El barrio debe su nombre a que antaño existió un Rollo, que era una columna para indicar que era el sitio donde se llevaban a cabo las ejecuciones, con el objetivo de que las personas ejecutadas fueran conocidas por todos, la llamada pena La Picota. Esto duraba varias horas y en ocasiones se sujetaba al reo clavándole una mano al rollo. Estos lugares desaparecieron al caer el antiguo sistema penal. Junto al rollo de Jaén se encontraba el Cerrillo de la Misericordia, donde se encontraban familiares, amigos, cofrades, etc, para pedir por aquellos que sufrían castigos y ejecuciones.
Los precedentes de este barrio, quedan definidos de la siguiente manera: al este de la Ciudad sobre una colina extendida de sur a norte en un territorio en ángulo recto y enmarcada por las vías hacia Madrid y Granada, hay una importante población constituida por los Barrios de Belén y San Roque, antiguo Ejido, donde originariamente estuvo la Loma del Royo. 
La partida de nacimiento del barrio se puede considerar el 28 de noviembre de 1946, cuando el Ayuntamiento de Jaén aprobó el plan de construcción de viviendas ultrabaratas, para esta zona. Estas construcciones se iniciaron en enero de 1947 y se trazaban las calles según el proyecto del arquitecto municipal Antonio María Sánchez y en abril de 1956, se constituyó la Cooperativa de Viviendas "José Antonio Girón", construyéndose casas individuales y adosadas. Estas tuvieron mucha demanda. La Loma del Royo se convirtió en una zona agradable, soleada, con grandes perspectivas. Durante más de un siglo, el barrio ha ido aumentando con nuevas construcciones y habitantes.

## Personajes
Entre los personajes más destacados que han vivido en dicho barrio, cabe destacar:
- Alonso Barba, arquitecto del renacimiento, continuador de obras como la Catedral.
- Eufrasio López de Rojas, autor de la fachada de la Catedral y del convento de las Carmelitas descalzas.
- El obispo Alonso Suárez, que hizo construcciones en la catedral, San Ildefonso, y el Puente del Obispo sobre el Guadalquivir, entre Jaén y Baeza.
- San Juan de la Cruz, figura universal y que dio nombre a la parroquia.
- Personas relevantes de la época, como los médicos Juan Nogales y Ramiro Rivera, el arquitecto Justino Flórez Llamas o el maestro Emilio Cebrián Ruiz, que hizo la música del himno de Jaén.